# The Ninja Warriors
The Ninja Warriors, ursprungligen The Ninja Warriors Again (ザ・ニンジャウォーリアーズアゲイン?), är ett sidscrollande beat 'em up-spel utvecklat av Natsume och utgivet av Taito Corporation till SNES.

## Handling
Spelet utspelar sig i ett dystopiskt USA i framtiden, där president Banglar och militären bestämmer. Allt hopp står till tre ninjarobotar.